# Caio Fábio Dorsuão Licino
Caio Fábio Dorsuão  Licino (em latim: Caius Fabius Dorsuo Licinus) foi um político da gente Fábia da República Romana, eleito cônsul em 273 a.C. com Caio Cláudio Canina. Era filho ou neto de Marco Fábio Dorsuão, cônsul em 345 a.C. Marco Fábio Licino, cônsul em 246 a.C., era seu filho.

## Segundo consulado (273 a.C.)
Foi eleito cônsul novamente em 273 a.C., desta vez com Caio Cláudio Canina, mas só sabemos disto por causa dos Fastos Consulares. Durante seu mandato, foram fundadas as colônias de Cosa (Ansedônia) e Pesto. Uma expedição romana — composta por Quinto Ogúlnio Galo, Quinto Fábio Máximo Gurges e Numério Fábio Pictor — foi enviada ao faraó do Egito Ptolemeu III, parente e aliado de Pirro de Epiro, que ameaçava intervir contra os interesses romanos no sul da Itália. Quando retornaram, os embaixadores fizeram seu relato ao Senado e devolveram ao Tesouro os presentes que receberam de Ptolemeu. Os senadores, porém, recusaram o nobre gesto e permitiram que eles conservassem a recompensa que receberam.
Caio morreu ainda no cargo, mas não houve eleição de um cônsul sufecto.